# Graciela Hasper
Graciela Gachi Hasper (Buenos Aires, 1966) es una artista argentina que trabaja en pintura, instalaciones, video, fotografía y proyectos urbanos.

## Biografía
Hasper nació en Buenos Aires, Argentina, en 1966. Estudió en el taller de Diana Aisenberg entre 1988 y 1991. En dicho año obtuvo la Beca de la Fundación Antorchas para realizar una residencia con Guillermo Kuitca. En 2000 recibió la beca Fulbright-FNA para realizar una residencia en Apex Art, Nueva York. En 2005 fue becaria del Bellagio Center Residency Program / Rockefeller Foundation en Italia.

## Obra
Una selección de instalaciones de sitio específico incluye: Disrupciones, Art Basel Cities: Buenos Aires, Collins Park, Miami Beach(2019); Estación Catalinas del Subterráneo de Buenos Aires (2019); Museo de Arte Moderno de Buenos Aires (2017); Faena Forum, Miami (2016); Notas de Luz, Usina del Arte, Buenos Aires (2016) y Project Row Houses, Houston (2003). 
Mostró individualmente en Nueva York, Houston, Buenos Aires, San Pablo, Miami, Marsella y Texas. En 2013 el Museo de Arte Moderno de Buenos Aires presentó su muestra retrospectiva Gramática del Color, curada por Victoria Noorthoorn.
Ha participado en exhibiciones colectivas, entre ellas: Tácticas luminosas. Artistas mujeres en torno a la galería del Rojas, Museo Fortabat, Buenos Aires (2019); Encofrados, MACBA, Buenos Aires (2017); Recovering Beauty, Blanton Museum, Austin (2011) y Beginning with a Bang!, Americas Society, Nueva York (2007).
Su obra forma parte de colecciones públicas y privadas: Museo Nacional de Bellas Artes, Argentina; Museo de Arte Moderno de Buenos Aires; Museo de Arte Contemporáneo de Buenos Aires; Museum Fine Arts Houston; Malba Fundación Constantini, Buenos Aires; Museo Castagnino, Rosario; Museo de Arte Contemporáneo, Madrid; Banco Supervielle, Buenos Aires; Francis J. Greenburger, Nueva York; Deutsche Bank, Nueva York y Colección Oceana, Key Biscayne, entre otras.

## Premios
- 1996: Best Young Artist Award (Asociación Argentina de Críticos de Arte de Buenos Aires)[16]
- 2005: Bellagio Center Residency Program/ Rockefeller Foundation (Italia)[16]